# Erebia arachne
Erebia arachne är en fjärilsart som beskrevs av Jacob Hübner 1803. Erebia arachne ingår i släktet Erebia och familjen praktfjärilar. Inga underarter finns listade i Catalogue of Life.